# Wetheringsett-cum-Brockford
Wetheringsett-cum-Brockford is een civil parish in het bestuurlijke gebied Mid Suffolk, in het Engelse graafschap Suffolk met 669 inwoners.